# Phrynobatrachus acutirostris
Phrynobatrachus acutirostris is een kikker uit de familie Phrynobatrachidae en het geslacht Phrynobatrachus. De soort werd voor het eerst wetenschappelijk beschreven door Fritz Nieden in 1912. Later werd de wetenschappelijke naam Hylarthroleptis acutirostris gebruikt.
Er is nog geen Nederlandse naam voor deze soort. De kikker komt voor in delen van Afrika, en leeft in de landen Congo-Kinshasa, Burundi en Rwanda.